# Nickel Development
Nickel Development Sp. z o.o. – przedsiębiorstwo deweloperskie z siedzibą w Suchym Lesie (powiat poznański) działające od 1998, zajmujące się budową domów i mieszkań Poznaniu oraz innych miejscowościach. Jest częścią grupy kapitałowej Nickel. Jest członkiem Polskiego Związku Firm Deweloperskich od początku jego istnienia.

## Nagrody i wyróżnienia
- Ranking Złota Setka Wielkopolski Polskiego Związek Inżynierów i Techników Budownictwa (2000, 2003, 2005)[2]
- I miejsce rankingu najlepszych miejsc do zamieszkania w Poznaniu tygodnika Wprost  (2004)[2]
- II miejsce w krajowym rankingu deweloperów  w Poznaniu i na 9 miejscu wśród deweloperów z całego kraju dziennika Rzeczpospolita (2005)[2]
- I miejsce w krajowym rankingu deweloperów  w Poznaniu dziennika Rzeczpospolita (2006)[2]
- Lider akcji „Wielkopolska Jakość” (2006)[2]
- Solidna Firma (2007, 2008, 2009)[2][3]
- Kryształowe Apartamenty redakcji Villa Apartamenty i Mieszkania (2007)[2]
- Kryształowy Developer redakcji Villa Apartamenty i Mieszkania (2007)[2]
- I miejsce rankingu najbardziej prestiżowego adresu w Poznaniu Lion's House i Home Broker (2012)[2]
- Deweloper Roku Gazety Finansowej oraz miesięczników Gentleman i Home&Market (2013)[2]
- Inwestycja Dekady w Poznaniu przyznana przez Stowarzyszenie Polska Izba Urbanistów na gali 10-lecia portalu RynekPierwotny.pl[2][4]